# Alfonso Sastre Salvador
Alfonso Sastre Salvador   (Madrid, 20 de febrer de 1926 - Hondarribia, 17 de setembre de 2021) fou un dramaturg, assagista, guionista i polític espanyol, un dels principals exponents de l'anomenada Generació dels cinquanta o del mig segle a l'Estat espanyol. El conjunt de la seva obra es caracteritza per una forta càrrega social, amb constants com ara l'explotació de l'home, la lluita de classes o el concepte de llibertat. Entre les seves obres més destacades hi ha Escuadra hacia la muerte (1953), La mordaza (1954), La taberna fantástica (1966) i Tragedia fantástica de la gitana Celestina (1984).
L'any 2003 va rebre el Premi Max d'Honor.

## Trajectòria
L'impacte que va tenir en ell la Guerra d'Espanya va quedar reflectit en la seva abundant obra, com deixen veure les seves referències a la fam i al terror causat pels bombardeigs. Després de començar la carrera d'enginyeria, la va canviar aviat pel teatre. El 1945 va fundar, amb alguns amics, el grup Arte Nuevo, que es proposava renovar l'escena teatral espanyola. Més tard va estudiar Filosofia i Lletres, carrera que va començar a Madrid i de la qual es va llicenciar a Múrcia.
El 1950 va redactar el Manifest del Teatre d'Agitació Social (TAS), publicat a la revista La Hora, i inicia una sèrie de polèmiques en periòdics, llibres i col·loquis en defensa de la transformació activa de la societat mitjançant el teatre. Aquestes proclames van ser frenades reiteradament per la censura franquista, que va esporgar de seguida els seus textos i va censurar diverses obres seves en cartell.
Hom pot apreciar en la seva obra les influències ideològiques de Karl Marx, Jean-Paul Sartre i Bertolt Brecht, essent l'estructura teatral del dramaturg alemany paral·lela a la pretesa per Sastre.
La seva trajectòria personal es va caracteritzar pel seu compromís polític i social i la denúncia del règim franquista i pel seu suport, i de la seva companya Eva Forest a l'esquerra abertzale basca, participant en molts dels seus actes i candidatures. El 2009 va encapçalar la llista d'Iniciativa Internacionalista a les eleccions al Parlament Europeu.
Sastre es va casar el 1955 amb l'escriptora i revolucionària catalana Eva Forest.
De 1975 a 1977 es va exiliar a França i, en tornar a Espanya, va decidir acomiadar-se de la professió teatral i retirar-se a 
Hondarribia, al País Basc, on va morir el 17 de setembre de 2021.

## Obra

### Teatre
- Uranio 235 (1946), drama.
- Cargamento de sueños (1949), drama.
- Prólogo patético (1950), drama.
- El cubo de la basura (1951), drama.
- Escuadra hacia la muerte, (1953), drama.
- El pan de todos (1953), drama.
- La mordaza, 1954, drama.
- Tierra roja, (1954) drama.
- Ana Kleiber, (1955), drama.
- La sangre de Dios, 1955, drama.
- Muerte en el barrio (1955), drama.
- Guillermo Tell tiene los ojos tristes, (1955), drama.
- El cuervo (1956), drama
- Asalto nocturno, (1959), drama.
- En la red, (1959), drama.
- La cornada, 1959, drama.
- Oficio de tinieblas, (1962).
- El circulito de tiza o Historia de una muñeca abandonada (1962).
- M.S.V. o La sangre y la ceniza (1965), drama
- El banquete (1965), drama
- La taberna fantástica, (1966), drama.
- Crónicas romanas, (1968), drama.
- Melodrama, (1969).
- Ejercicios de terror, (1970), drama.
- Askatasuna, (1971), drama.
- Las cintas magnéticas, (1971), drama.
- El camarada oscuro (1972), drama.
- Ahola no es de leíl (1974), drama.
- Tragedia fantástica de la gitana Celestina, (1978).
- Análisis de un comando, (1978).
- El hijo único de Guillermo Tell (1980).
- Aventura en Euskadi (1982).
- Los hombres y sus sombras (1983).
- Jenofa Juncal (1983).
- El viaje infinito de Sancho Panza (1984).
- El cuento de la reforma (1984).
- Los últimos días de Emmanuel Kant (1985).
- La columna infame (1986).
- Revelaciones inesperadas sobre Moisés (1988).
- Demasiado tarde para Filoctetes (1989).
- Drama titulado A (1990).
- Teoría de las catástrofes (1993).
- Lluvia de ángeles sobre París (1994).
- Los crímenes extraños (1996).
- Alfonso Sastre se suicida (1997).
- Drama titulado No (2001).

### Assaig
- Drama y sociedad, Madrid, Taurus, 1956.
- Anatomía del realismo, Barcelona, Seix Barral, 1965.
- La revolución y la crítica de la cultura, Barcelona, Grijalbo, 1970.
- Crítica de la imaginación, Barcelona, Grijalbo 1978.
- Lumpen, marginación y jerigonça, Madrid, Legasa, 1980.
- Escrito en Euskadi, Madrid, Revolución, 1982
- Prolegómenos a un teatro del porvenir, Bilbao, Hiru, 1992.
- ¿Dónde estoy yo? Hondarribia, Hiru, 1994.
- El drama y sus lenguajes I, Hondarribia, Hiru, 2000.
- Las dialécticas de lo imaginario (2000).
- El drama y sus lenguajes II, Hondarribia, Hiru 2001.
- Los Intelectuales y la Utopía, Madrid, Debate, 2002.
- Ensayo sobre lo cómico, Hondarribia, Hiru, 2002.
- Limbus o los títulos de la Nada, Hondarribia, Hiru, 2002.
- La batalla de los intelectuales, Cuba, 2003.
- Manifiesto contra el pensamiento débil, Hondarribia, Hiru, 2003.
- Cuatro dramas en la brecha. La Habana, Ed. Alarcos (2003).
- El retorno de los intelectuales (coautor), Hondarribia, Ed. Hiru, 2004.

### Narrativa
- El Paralelo 38, Madrid, Horizonte, 1964.
- Las noches lúgubres, Madrid, Alfaguara, 1963.
- Flores rojas para Miguel Servet, Madrid, Ribadeneyra, 1967.
- El lugar del crimen, Barcelona, Argos Vergara, 1982.
- Necrópolis, Madrid, Grupo Libro 88, 1994.
- Historias de California, Hondarribia, Hiru, 1996.

### Poesia
- Balada de la cárcel de Carabanchel y otros poemas celulares, París, Ruedo Ibérico, 1976.
- El Evangelio de Drácula, Camp de l'Arpa, 1976.
- El español al alcance de todos, Madrid, Sensemayá Chororó, 1978.
- T.B.O., Madrid, Zero-Zyx, 1978.
- Vida del hombre invisible contada por él mismo, Madrid, Endimyón, 1994.
- Antologado en Poesía y realidad. Moguer, Fundació Juan Ramón Jiménez, 2003.
- Obra lírica y doméstica. Poemas completos. Hondarribia, Ed. Hiru, 2004.